# Afroxyrrhepes luteipes
Afroxyrrhepes luteipes is een rechtvleugelig insect uit de familie veldsprinkhanen (Acrididae). De wetenschappelijke naam van deze soort is voor het eerst geldig gepubliceerd in 1993 door La Greca.